# Evangelisk-lutherska kyrkan i Finland

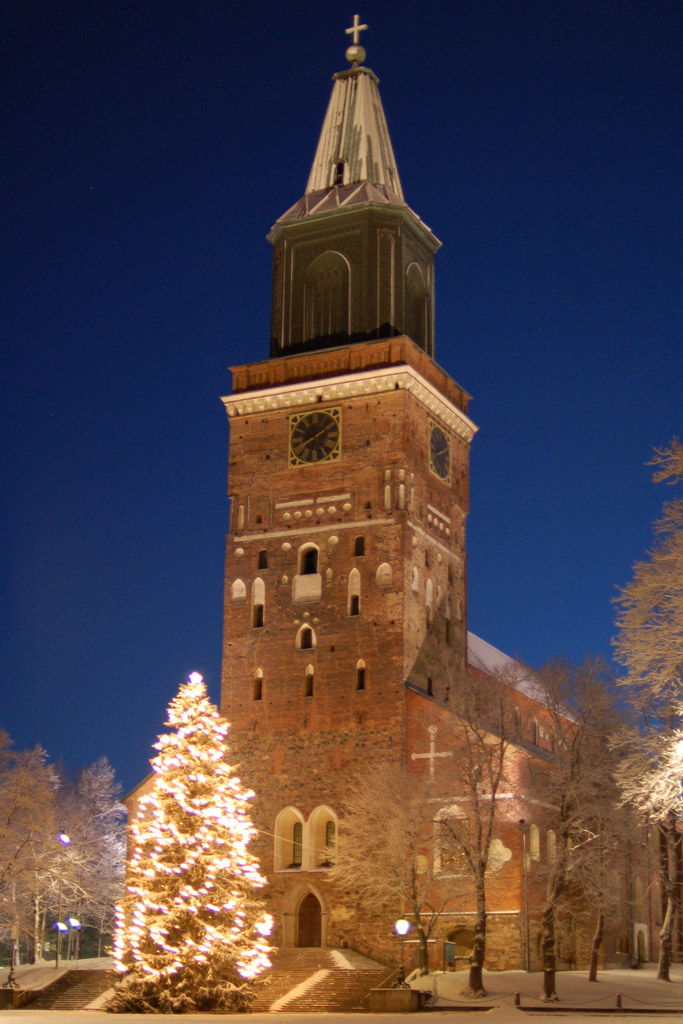
Åbo domkyrka byggdes under 1200-talet och invigdes som biskopskyrka den 17 juni 1300. Sedan 1817 är domkyrkan även säte för ärkebiskopen.

Evangelisk-lutherska kyrkan i Finland (finska: Suomen evankelis-luterilainen kirkko) är ett finländskt lutherskt trossamfund och en av de två erkända statskyrkorna i Finland.
Evangelisk-lutherska kyrkan har nästan 3,6 miljoner medlemmar (65,2 procent av finländarna) och är det största trossamfundet i Finland och betecknar sig själv som en folkkyrka.
Kyrkan konstituerades 1809 och 1811 ur den svenska statskyrkan, då Sverige i och med freden i Fredrikshamn 1809 avträdde Finland till Ryssland. Kyrkan räknar dock sin historia från 1000-talet och framåt. Under den svenska tiden delades större delen av det nuvarande Finland in i Åbo stift och Viborgs stift inom den svenska kyrkan. År 1817 blev Åbo stift upphöjt till ärkestift. 
Organisation och verksamhet regleras av kyrkolagen och kyrkoordningen. Kyrkan är idag indelad i nio stift. Borgå stift ansvarar för de de svensktalande församlingarna över hela landet. Den centrala förvaltningen kallas Kyrkostyrelsen och finns i Helsingfors. 

## Tro och lära
Den Evangelisk-lutherska kyrkan i Finland är ett kristet, lutherskt samfund. 

### Bibeln
Enligt kyrkan är Bibeln en samling heliga skrifter som är Guds ord. I dessa texter talar Gud och hjälper församlingen att leva som människor och som en gemenskap. All kyrklig undervisning skall utvärderas enligt Bibeln. Bibeln har både en gudomlig och en mänsklig sida. Kyrkan betonar särskilt vikten av det dubbla kärleksbudet som en sammanfattning av Gamla och Nya testamentet. Bibeln skall läsas och tolkas på ett Kristuscentrerat sätt, eftersom Guds egentliga uppenbarelse är Jesus Kristus. Detta innebär att inte alla Gamla testamentets bud tolkningsmässigt skall jämställas med Jesu Kristi dop- och missionsbefallning. 
Det har skett en förändring i kyrkans undervisning under andra hälften av 1900-talet, där det normativa sättet att uttrycka Bibelns auktoritet har förändrats till ett starkare spiritistiskt språk.

### Trosbekännelser
Kyrkan omfattar de tre ekumeniska trosbekännelserna:
- Den apostoliska trosbekännelsen är den västerländska kyrkans traditionella dopbekännelse, med vilken konvertiter till kristendomen har bekänt sin tro i samband med dopet.[3]
- Nicaenska trosbekännelsen är kristenhetens huvudsakliga bekännelse, som förenar kyrkorna i öst och väst. Bekännelse används i nattvardsliturgin.[3]
- Athanasianska trosbekännelsen försvarar Guds treenighet och läran om Kristus som sann Gud och människa.[3]

### Sakrament
Kyrkan erkänner två sakrament : dop och nattvard. Genom sakramenten förlåter Gud en persons synder och öppnar en förbindelse med Kristus. Tillsammans med Bibelns ord väcker och stärker sakramenten tron på Kristi död på korset, uppståndelsen och de goda nyheterna. Sakramenten spelar därför en viktig roll i ett kristet liv. Till kyrkans heliga handlingar hör också bikten som inte är obligatorisk men rekommenderas.

### Änglar och helgon
Kyrkan tror på änglar som förebedjare och helgon som goda exempel och förebilder. Men denna tro på helgonen är inte lika framträdande som till exempel i katolicismen.

### Bekännelseskrifterna
Den lutherska bekännelsen tog form i Tyskland mellan 1530 och 1580. Till skillnad från andra nordiska länder antogs hela Konkordieboken 1580 som bekännelsegrund för Svenska kyrkan och därmed senare också i den evangelisk-lutherska kyrkan i Finland. Bekännelsen beskriver kyrkans identitet. De anger kyrkans förkunnelse, tro, lära och verksamhet. Enligt kyrkolagen ska de böcker som används vid förrättningarna och undervisningen överensstämma med kyrkans bekännelse.
Konkordieboken ( latin: Liber Concordiae) innefattar följande böcker.
- Augsburg bekännelsen (1530)
- Philipp Melanchthons Augsburgska bekännelsens apologi (1531) och Om påvens makt och överhöget (1537)
- Luthers Stora katekes (1529) och Lilla katekesen (1529) och Schmalkaldiska artiklarna (1537)
- Konkordieformeln Konkordieboken(1570-talet)

Dessutom följer kyrkan Uppsala mötes (1593) beslut.

### Lärosvängningar
Enligt forskning från 2010-talet har kyrkligt anställda nya utvärderingskriterier, som individ- och upplevelseorientering vunnit terräng vid sidan av kyrkans lära och Bibeln. Denna utveckling har setts som att den traditionella auktoriteten i kyrkan och Bibeln tas bort. Forskningen visar att Bibelns betydelse har reducerats till att ha samma status som annan religiös litteratur.
Kyrkan har vigt kvinnliga präster sedan 1988 (Svenska kyrkan sedan 1958). En majoritet av kyrkomötet röstade för detta redan 1963 men den kvalificerade majoriteten som krävdes nåddes först senare.. Till skillnad från Svenska kyrkan viger inte Evangelisk-lutherska kyrkan i Finland samkönade par, däremot tillåts präster be för sådana par som vigts borgerligt.

## Tre nivåer

### 1 Församlingar
Kyrkans grundenhet är församlingarna. Den största församlingen är Jyväskylä församling.
Kyrkan för hela tiden statistik över medlemmar och verksamhet. 

#### Medlemmar
Medlemskapet är frivilligt. Man blir medlem i kyrkan genom dopet.
Kyrkomedlemmar som bor i ett visst område tillhör församlingen i sitt område. En medlem kan inte välja sin församling utom i det fall att det finns två församlingar i samma område med olika språk. Kyrkolagen föreskriver att församlingsindelningen ska följa kommunindelningen på så sätt att varje kommun helt ligger inom samma församlings eller samma kyrkliga samfällighets territorium. Detta på grund av skattetekniska orsaker. Om det finns flera församlingar inom samma kommuns område ska de bilda en Kyrklig samfällighet. Kyrkolagen ger också möjlighet att inom en församlingen bilda kapellförsamlingar eller församlingsdistrikt.

#### Församlingarna
För lista över nuvarande församlingar se: Lista över församlingar i den evangelisk-lutherska kyrkan i Finland
För lista över tidigare församlingar se: Lista över tidigare församlingar i den evangelisk-lutherska kyrkan i Finland

#### Verksamhet i församlingarna
Församlingarna har en bred verksamhet som riktar sig till olika åldrar och kategorier.

##### Gudstjänster
En viktig del av verksamheten i en luthersk församling är olika former av gudstjänster. Gudstjänsterna följer trmat under kyrkoåret. De kyrkliga förrättningarna dop, konfirmation, vigsel till äktenskap, välsignelse av hem, bikt, jordfästning, vigning till ett kyrkligt ämbete, välsignelse till en uppgift, andra vigningar och bönestunderräknas också som gudstjänster. 

##### Barn och unga
Församlingarna kan ordna klubbar och grupper för barn och unga t.ex. dagklubbar för barn i åldern 3-4 år, förmiddags och eftermiddagsklubbar för skolbarn.
Konfirmationsundervisningen, skriftskola, är en betydande del av församlingarnas verksamhet. Den sker ofta i form av läger och samlar en stor del av ungdomarna dels som deltagare men också som hjälpledare. Utbildningen av hjälpledarna sker årligen.
Skriftskolan följs upp av ungdomsgrupper och samlingar.

##### Musik
Varje församling skall ha minst en kantor som ansvarar för musiken vid gudstjänster och samlingar, leda körer och sköta musikundervisning.
Körverksamheten genomgår ett starkt generationsskifte.

##### Diakoni
Diakoni är hjälp och stödverksamhet till dem som mest behöver det. Behovet av diakonin har vuxit genom utslagningen i samhället. Diakonin besöker hem, ordnar mathjälp, leder grupper för t.ex. missbrukare, sörjande eller andra lokala behov.

#### Administration av församlingarna
Finns det bara en församling inom en kommun är den självständig. Finns det flera församlingar inom samma kommun ingår de i en kyrklig samfällighet.
I en församling, som inte ingår i en kyrklig samfällighet, är kyrkofullmäktige det högsta beslutande organet. Fullmäktige väljs för fyra år i taget. Kyrkofullmäktige väljer i sin tur ett kyrkoråd som leder verksamheten. Rådet väljs för en tvåårsperiod. Kyrkoherden är kyrkorådets ordförande.
Församlingar som bildar en kyrklig samfällighet har gemensam ekonomi och en del obligatoriska gemensamma verksamhetsfunktioner. De kan också ha frivilliga gemensamma verksamhetsformer. Samfällighetens högsta beslutande organ kallas Gemensam kyrkofullmäktige och det verkställande organet gemensamt kyrkoråd. Domkapitlet utser en av kyrkoherdarna för någon församling till ordförande för det gemensamma kyrkorådet. Församlingarna som hör till samfälligheten har endast ett obligatoriskt beslutande organ, församlingsrådet, som leds av kyrkoherden. Gemensamma kyrkofullmäktige och församlingsrådet väljs genom allmänna val vart fjärde år. Eftersom kyrkan har ett eget stift för svenskspråkiga församlingar tillhör Borgå stift, svenskspråkiga och övervägande svenskspråkiga tvåspråkiga församlingar Borgå stift. Om det finns församlingar från två olika stift inom samfälligheten hör samfälligheten till det stift som majoriteten av församlingarnas medlemmar tillhör. De flesta församlingar på fastlandet inom Borgå stift ingår i en kyrklig samfällighet. Församlingarna på Åland är självständiga.

##### Rösträtt
Den som fyllt 16 år har rösträtt i kyrkliga val. Rösträtten gäller inom den församling där man är medlem.

#### Anställda i en församling
Varje församling skall ha minst en präst, en kantor och en diakon/diakonissa.

##### Präster
- Kyrkoherden är den ledande prästen i en församling. I en enprästförsamling finns endast en kyrkoherde.
- Kaplan är en präst som har en fast tjänst som präst i en församling. Kaplanerna kan ha olika arbetsinriktningar.
- Församlingspastor är en icke ordinarie prästtjänst i en församling. Observera att i Finland kan man också använda ordet pastor för en präst inom den lutherska kyrkan.

För att kunna vara präst i kyrkan skall man vara prästvigd. Den som är prästvigd förblir alltid präst och kan utföra kyrkliga handlingar också om hen inte har en tjänst. En präst kan på egen begäran eller ingripande av biskopen och domkapitlet förlora sin rätt att vara präst.
Speciellt på finskt håll pågår en diskussion om benämningarna på de kyrkliga tjänsterna t.ex. Kirkkoherra = Kyrkherre för kyrkoherde anses dåligt avspegla kyrkoherdens roll i dagens värld.

##### Övriga som direkt jobbar i undervisning och själavård
I kyrkans andliga arbetsuppgifter ingår: 
- lektor, en kvinnlig teolog som inte är prästvigd
- diakon som har en socionomutbildning eller diakonissa som har en sjukvårdsutbildning De arbetar inom kyrkans diakonala verksamhet. På svenska utbildas inte längre några diakonissor.
- ungdomsarbetsledare motsvarar långt den Svenska kyrkans församlingspedagog
- barnarbetsledare som fungerar som koordinerande ledare för kyrkans verksamhet bland barn
- kantor är kyrkans musiker
- barnledare som fungerar inom olika sektorer i praktisk barnverksamhet
- sjukhuspräst eller sjukhussjälavårdare arbetar på sjukhus och anstalter
- familjerådgivare arbetar med rådgivning för parrelationer, familjer och ensamstående.

##### Övrig personal
Församlingarna har dessutom personal för kanslifunktioner, ekonomiförvaltning och sådana som sköter fastigheterna.

### 2 Stift
Församlingarna inom ett område bildar ett prosteri som kan ha en del gemensam verksamhet. Flera prosterier bildar ett stift. På samma eller nästan samma område kan alltså verka ett finskt och ett svenskt prosteri. Prosterierna har ingen administrativ status utan fungerar mera som en samarbetsplattform. En av kyrkoherdarna inom områdets församlingar utses av domkapitlet till kontraktsprost. Hen fungerar som mellanhand mellan domkapitlet och församlingarna. 
Kyrkan i Finland har nio stift. Åtta av stiften är finskspråkiga. De har geografiska gränser. Dessutom finns Borgå stift för de församlingar som är svenskspråkiga eller har svensk majoritet. Borgå stift sträcker sig över samma område som flera av de finska stiften främst längs kusten, Åland och i inlandet i Tammerfors. Till stiftet hör även de rikstäckande Tyska evangelisk-lutherska församlingen i Finland och Rikssvenska Olaus Petri församling.
Kyrkan är en episkopal- eller biskopskyrka eftersom den har biskopar liksom de katolska, ortodoxa och anglikanska kyrkorna. I de tysk-lutherska landskyrkorna försvann biskopsämbetet vid reformationen, eftersom biskoparna vanligtvis förblev i den katolska kyrkans tjänst. I Sverige bevarades biskoparna eftersom reformationen genomfördes under kunglig ledning och katolskt vigda biskopar verkade för reformationen. Framför allt har prästämbetet letts och övervakats av biskopen. Biskopen och domarkapitlet beslutar om vem som ska prästvigas, övervakar församlingars och prästers verksamhet. Kyrkans representativa förtroendeorgan arbetar parallellt med den biskopsledda förvaltningsstrukturen.
En biskop leder varje stift. I Åbo ärkestift finns utöver stiftsbiskopen även ärkebiskopen, som bland annat är ordförande för kyrkomötet och biskopsmötet. Ärkebiskopen av Åbo och Finland är kyrkans främsta företrädare och leder kyrkostyrelsen och kyrkomötet, men är inte chef för övriga biskopar utan endast primus inter pares. 
Dessutom finns en fältbiskop, som leder det dryga 40-tal militärpräster som på hel- eller deltid verkar inom försvarsmakten. Till biskopsmötet kallar ärkebiskopen de nio stiftsbiskoparna, fältbiskopen samt en assessor från varje stift.

#### Val av biskop
Biskopen väljs av elektorer som representerar församlingarna, stiftsfullmäktige, kyrkomötet och prästerna. Biskopen är prästernas förman och därför har prästerna en kvot av antalet röster i valet av biskop.

#### Stiftets uppgift
Stiftet skall koordinera och leda verksamheten inom stiftet. Stiftet övervakar prästerna och kan ordna gemensam personalutbildning.

##### Stiftets administration

###### Stiftsfullmäktige[14]
Stiftsfullmäktige är den högsta beslutande myndigheten och beslutar om stiftets ekonomi och generella verksamhetsstrategier. Stiftsfullmäktige består av fjorton lekmän och sju präster. Församlingarnas kyrkofullmäktige eller församlingsråd och kyrkoråden väljer lekmannaledamöterna. Prästerna utser sina egna representanter.

###### Domkapitlet[15]
Domkapitlet är stiftets samlande instans. Domkapitlet består av sju medlemmar vilka är biskopen, domprosten, en lekmannaledamot, två prästassessorer, en lagfaren assessor och stiftsdekanen. Biskopen är ordförande för domarkapitlet. Domprosten är kyrkoherden i stiftets domkyrkoförsamling. Den lagfarna assessorn leder förvaltningen och stiftsdekanen det operativa arbetet. Också alla andra som är anställda på stiftsnivå kallas vanligen för Domkapitlet. Det rör sig om ett tiotal heltidsanställda personer.
Biskopen och domarkapitlet beslutar om vem som ska prästvigas, övervakar församlingars och prästers verksamhet.

###### Borgå stifts Ungdomens Kyrkodagar
Inom Borgå stift har Ungdomens kyrkodagar utvecklats till ett viktigt forum för ungdomarna i stiftet att påverka församlingarna och kyrkan. Kyrkodagarna har ingen officiell status men har genom initiativ och ställningstaganden kommit att göra ungdomarnas röst hörd i stiftet och vidare också på riksplanet. Ungdomens kyrkodagar samlas en gång per år och alla församlingar i stiftet har rätt sända representanter till dagarna.

##### Anställda i stiftet
Inom varje stift skall finnas en biskop, en stiftsdekan, en lagfaren assessor och annan personal enligt behov

##### Stiften i Finland

Stiften i den evangelisk-lutherska kyrkan.

| Stift             | Stiftssäte  | Domkyrka             | Grundat | Nuvarande biskopen                                                   |
| ----------------- | ----------- | -------------------- | ------- | -------------------------------------------------------------------- |
| Åbo ärkestift     | Åbo         | domkyrkan i Åbo      | 1276    | Tapio Luoma ( ärkebiskop av Åbo och Finland ) Mari Leppänen (biskop) |
| Tammerfors stift  | Tammerfors  | Tammerfors katedral  | 1554    | Matti Repo                                                           |
| Uleåborgs stift   | Uleåborg    | Uleåborgs domkyrka   | 1851    | Jukka Keskitalo                                                      |
| S:t Michels stift | S:t Michel  | S:t Michels domkyrka | 1897    | Mari Parkkinen                                                       |
| Borgå stift       | Borgå       | Borgå domkyrka       | 1923    | Bo-Göran Åstrand                                                     |
| Kuopio stift      | Kuopio      | Kuopio domkyrka      | 1939    | Jari Jolkkonen                                                       |
| Lappo stift       | Lappo       | Lappo domkyrka       | 1956    | Matti Salomäki                                                       |
| Helsingfors stift | Helsingfors | Helsingfors domkyrka | 1959    | Teemu Laajasalo                                                      |
| Esbo stift        | Esbo        | Esbo domkyrka        | 2004    | Kaisamari Hintikka                                                   |

### 3 Den landsomfattande kyrkan

#### Kyrkomötet
Kyrkans högsta beslutande synod kallas Kyrkomötet.
Kyrkomötet består av 64 lekmän, 32 präster och alla biskopar. Lekmanna- och prästrepresentanterna väljs vart fjärde år. Dessutom ingår en representant vald av sametinget, fältbiskopen och en representant utsedd av regeringen. Varje stift har ett antal ledamöter i proportion till sin storlek. Kyrkomötet stiftar kyrkolag och godkänner kyrkoordning. Förslaget till kyrkolag och kyrkoordning måste godkännas med tre fjärdedels majoritet för att träda i kraft. För att en Kyrkolag skall träda i kraft krävs också riksdagens godkännande. Kyrkomötet väljer Kyrkostyrelsen och kyrkostyrelsens ledande tjänsteinnehavare som kallas Eklesiastikråd.
Ledamöter i kyrkomötet är:
| Kategori                   | Antal ledamöter |
| -------------------------- | --------------- |
| Ärkebiskopen               | 1               |
| Biskoparna                 | 9               |
| Fältbiskopen               | 1               |
| Präster                    | 32              |
| Lekmän                     | 64              |
| Representant för samerna   | 1               |
| Ombud utsett av statsrådet | 1               |
| Total                      | 109             |

#### Kyrkostyrelsen
Kyrkostyrelsen verkställer Kyrkomötets beslut. Benämningen Kyrkostyrelsen används för två olika organisatoriska enheter:

##### Kyrkostyrelsen som centralt beslutande organ
Den Kyrkostyrelse som utsetts av Kyrkomötet fattar beslut som berör hela kyrkan. Kyrkostyrelsen bereder ärenden inför kyrkomötet och sköter kyrkans gemensamma ekonomi. Ekonomin för kyrkans centralförvaltning organiseras genom kyrkans centralfond. Kyrkans centralfond samlar in församlingarnas årliga inbetalningar till de gemensamma verksamhetsuppgifterna och för pensionskassan.

##### Kyrkostyrelsen som förvaltningsorganisation
Benämningen Kyrkostyrelse används också för det gemensamma centrala kyrkokansliet med de anställda som organiserar och utför gemensamma uppgifter för hela kyrkan.
Inom kyrkostyrelsen verkar en enhet för helhetskyrkans svenska verksamhet, Kyrkans central för det svenska arbetet, KCSA. KCSA ansvarar bl.a. för kyrkans information, andliga radio och TV-program, kulturverksamhet och materialproduktion på svenska.

### Statskyrka eller folkkyrka
Den lutherska kyrkan och den ortodoxa kyrkan i Finland ligger i gränslandet till vad man kallar en statskyrka. Därför måste man definiera vad man menar om man vill använda ordet statskyrka. Statistikcentralen använder dock definitionen statskyrka. Kyrkan själv föredrar benämningen folkkyrka. Staten och den lutherska kyrkan i Finland är mera separerade från varandra än i något av de nordiska länderna.
Det är inte riksdagen eller regeringen som fattar beslut om internt kyrkliga frågor utan de har redan från 1869 fattats av kyrkans eget beslutande organ, Kyrkomötet. Kyrkan har visserligen en offentligrättslig ställning. Kyrkans förhållande till staten stadgas i kyrkolagen. Men ändringar bereds av kyrkomötet och kan enbart fastställas eller förkastas av riksdagen. Medan kyrkans inre ärenden ordnas via kyrkan egen Kyrkoordning. Medlemmarna betalar kyrkoskatt till församlingen i den kommun där de är skrivna men kyrkan ersätter staten för kostnaderna.. Kyrkans högsta tjänstemän biskoparna utses av kyrkan och inte av presidenten.
Kyrkans samhällsuppgifter omfattar fostran, social verksamhet eller diakoni, underhåll av kyrkogårdar, arbete bland personer med beroenden, befolkningsuppgifter, underhåll av byggnader med kulturhistoriskt värde, verksamhet bland finländare utomlands och internationellt bistånd. Denna verksamhet stöder och går delvis parallellt med samhällets verksamhet. En del av uppgifterna är direkt nödvändiga för hela samhället t.ex. kyrkogårdarna, befolkningsregister och landets kulturhistoria.

### Väckelserörelsernas plats inom kyrkan
Inom den evangelisk-lutherska kyrkan i Finland finns det väckelserörelser som har olika uppfattningar om vad lutherdom är. De verkar inom kyrkan och kyrkan accepterar dem med sina egna betoningar. Väckelserörelser kännetecknas av sina egna andliga evenemang som möten, bibelcirklar och stora andliga fester som anordnas på sommaren. En stark känsla av gemenskap är också kännetecknande för väckelserörelser.
De äldre väckelserörelserna som verkar inom kyrkan, uppstod på 1700- och 1800-talen är: 
- den evangeliska väckelsen som senare delades i en finskspråkig och en svenskspråkig verksamhet
- Herättäjät (de väckta), d.v.s. Skörtarna
- Laestadianism
- Bedjarrörelsen.

En nyare rörelse inom kyrkan är:
- Den femte väckelsen, som egentligen är en samlingsbenämning för en grupp likasinnade organisationer och uppstod i mitten av 1900-talet.

Även andra rörelser med egna betoningar verkar inom kyrkan, till exempel den karismatiska förnyelsen av Anden i vår kyrka, Lutherstiftelsen och Paulus synoden.

### Historik

#### Den katolska tiden

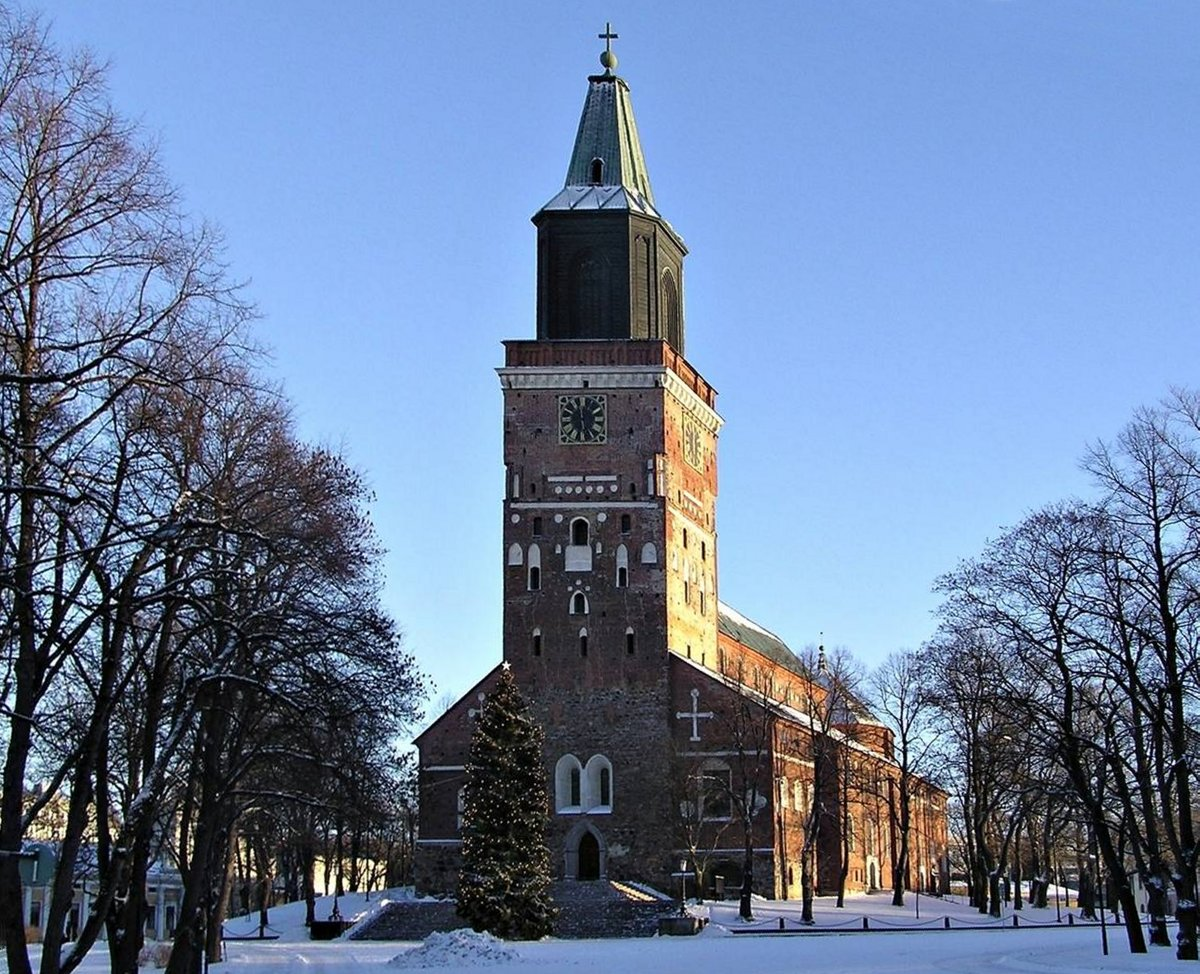
Åbo domkyrka är Lutherska kyrkans huvudkyrka.

Historiskt sett hör kyrkan ihop med den Svenska kyrkan också om de historiska skedena ser något annorlunda ut i den östra rikshalvan.
Redan före 1000-talet har det funnits både östliga och västliga kristna influenser i nuvarande Finland. Det västliga inflytandet kan ses längs kusterna och i väster. Det östliga främst i de östra delarna av landet. I början av 1000-talet började kristen begravning bli vanligare, åtminstone i Satakunta, Egentliga Finland och Åland. På 1100-talet blev kungariket Sveriges inflytande på Finlands territorium starkare. Området där jordbruksbefolkningen bodde i dagens södra Finland kom under svenskt inflytande. I detta område organiserades också successivt den kristna kyrkan under senare hälften av 1100-talet. Enligt traditionen hette Finlands förste biskop Henrik, som kom till Finland under den svenska kungens korståg. Biskop Henriks historicitet är tveksam. Ett stift under katolska kyrkan och församlingsverksamhet etablerades i Finland. Stiftet förlades först till Nousis, flyttade sedan till Korois och senare till Åbo. Under 1400-talet bildades dominkankonvent i Viborg och Åbo, fransiskankonvent i Viborg, Åbo och på Kökar och Birgittaklostret i Nådendal.

#### Svenska statskyrkan
Kung Gustav Vasa och de teologer som studerat i Wittenberg genomförde reformationen i det Svenska riket på 1500-talet. Den slutliga skilsmässan från den katolska kyrkan skedde vid Västerås riksdag 1527. Då bestämdes också att en stor del av kyrkans egendom måste överlämnas till kungen. Västeråsordningen betonade också prästers och lekmäns likhet inför lagen och begränsade den kyrkliga domsrätten. Det bestämdes att "Guds rena ord måste predikas i riket". Efter riksdagen övergick rätten att välja biskopar till kungen bl.a. I kyrkoordningen 1571 skilde man mellan världslig och andlig makt. Med 1686 års kyrkolag var alla rikets invånare bundna till den lutherska bekännelsen, kyrkans självbestämmande avskaffades helt och kyrkan ombildades till en statlig institution.
I Finland ledde den reformistiska katoliken Martin Skytte kyrkan under den första tiden. Han efterföljdes av Mikael Agricola som kom att bli reformator i Finland. Agricola skapade det finska skriftspråket och översatte religiösa böcker till finska. Han införde också gudstjänster och kyrkliga förrättningar på finska i de finskspråkiga delarna av landet. Agricola tjänstgjorde som biskop och rektor i Åbo. Hans arbete fortsattes av Paul Juusten och Jacobus Finno. Den reformation som genomfördes i Sverige var ganska måttlig, varför bland annat kyrkan förblev episkopal. År 1554 delades Finland i två stift, Åbo och Viborgs stift. Under den så kallade ortodoxin arbetade staten och kyrkan i nära samarbete. Då valdes biskopar från den västra rikshalvan till biskopar i Finlnad.
Läs- och skrivkunnighet och katekesundervisning började på 1600-talet. Den första bibeln på finska trycktes 1642. Att kunna de viktigaste kapitlen i den lilla katekesen utantill var ett villkor för nattvard och äktenskap. På den tiden hölls även husförhör.
På 1700-talet började ortodoxins krav på en enhetlig kyrka smulas sönder. Nya religiösa strömningar kom från Tyskland samt via de återvändande svenska karolinerna. Framträdande var pietismen, som betonade det individuella religiösa livet.

#### Turbulens på 1800-talet

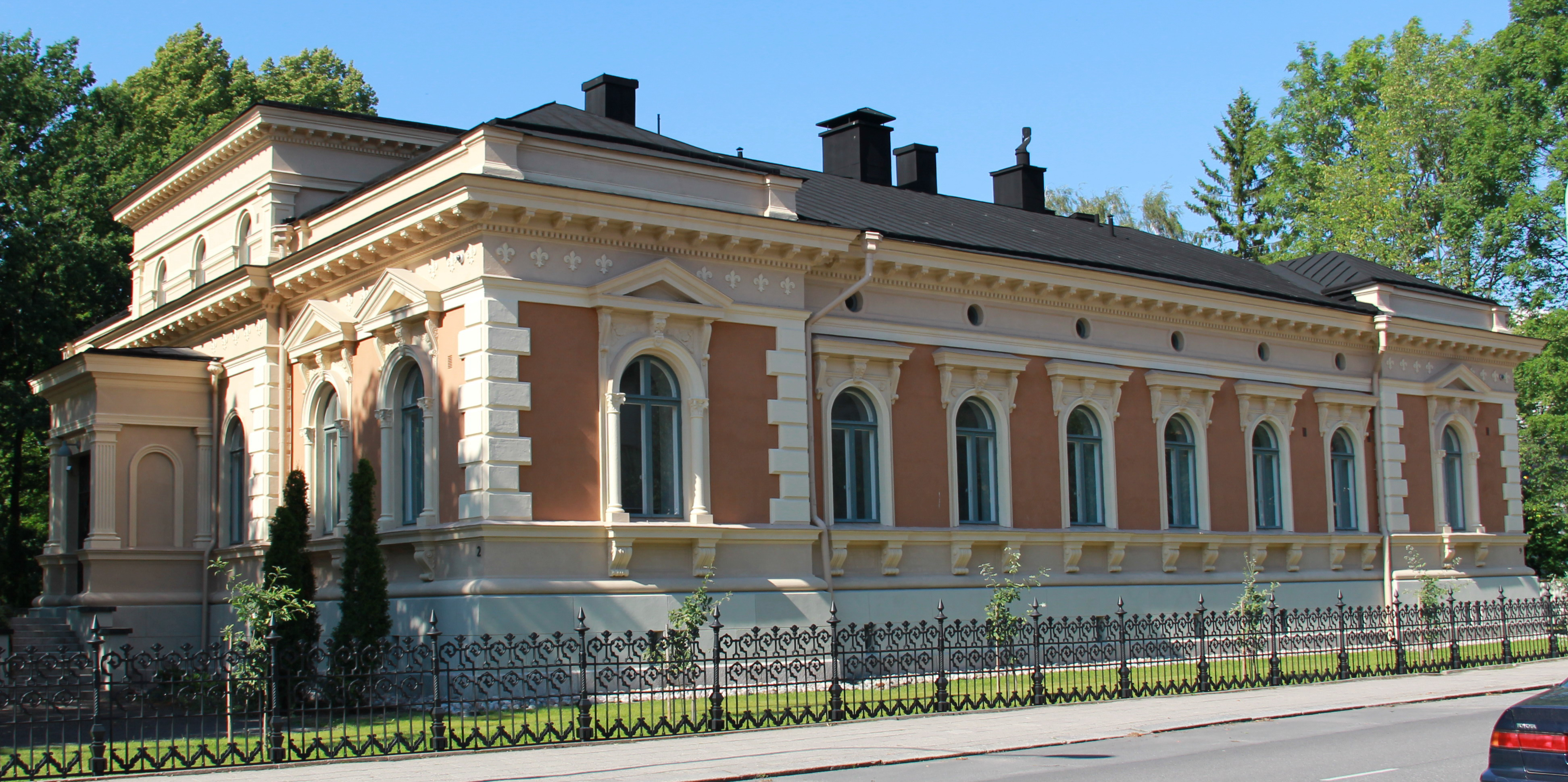
Ärkebiskopsgården, ärkebiskopens officiella bostad i Åbo. Byggnaden från 1887 ritades av arkitekterna Jac. Ahrenberg, Sebastian Gripenberg och Ludvig Isak Lindqvist.

1800-talet var väckelserörelsernas tid i Finland. Rörelsen De väckta eller också kallade Skörtarna fanns i Savolax och Österbotten. Bedjarrörelsen uppstod i Karelen och Satakunta. Den evangeliska väckelsen verkade i Egentliga Finland och från Sverige kom laestadianismen till Lappland. 1869 avskaffades konventikelplakatet som förbjöd väckelserörelser och lekmannaverksamhet. Det gav väckelserörelserna frihet att verka i kyrkan. På svenskt håll verkade pietisterna, den evangeliska väckelsen och laestadianismen. Också Skörtarna fanns företrädda i Österbotten men uppgick i den laestadianska väckelsen och i den evangeliska väckelsen.

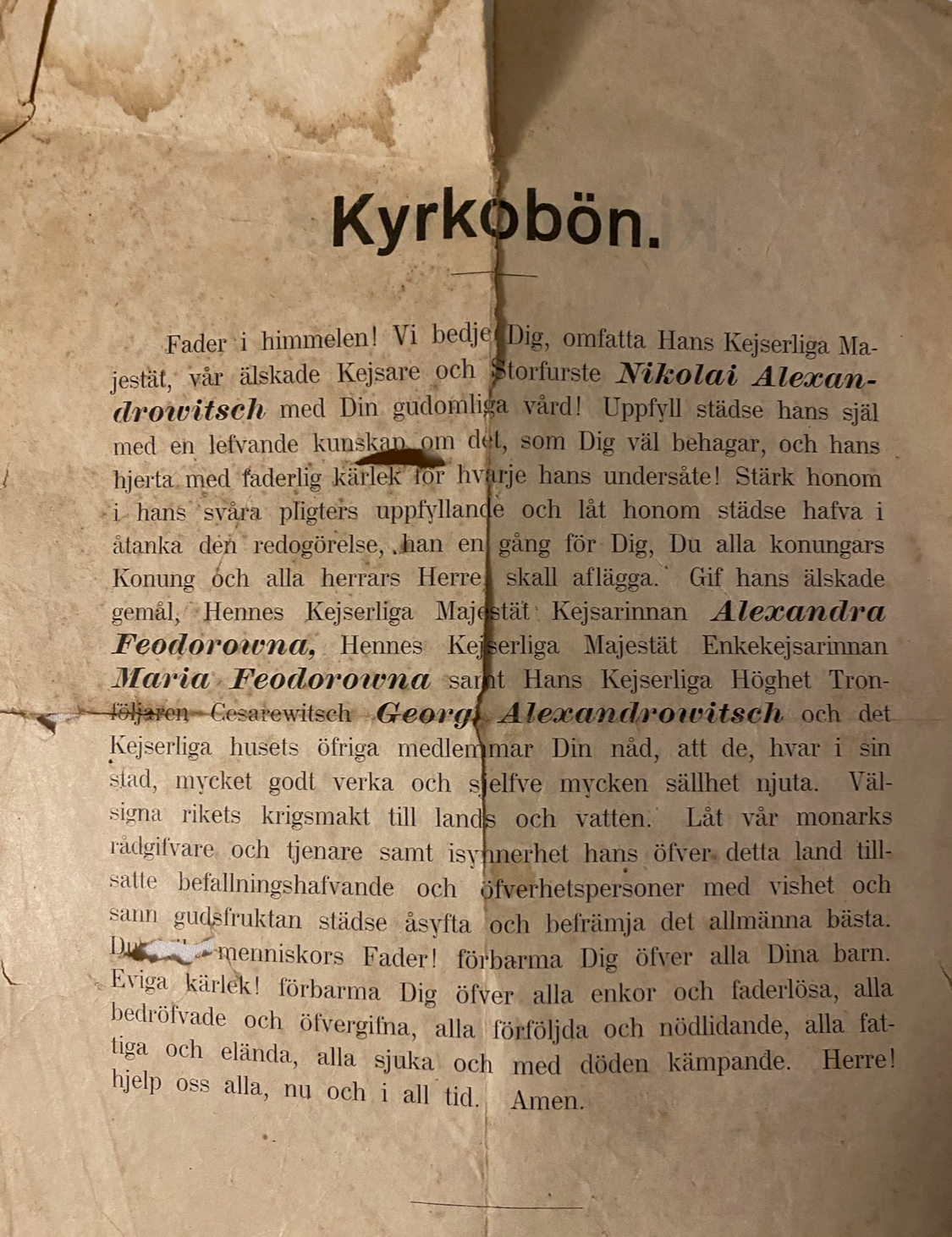
Kyrkobön, som användes i Storfurstendömet Finland, för kejsare Nikolaj I.

Politiskt påverkades kyrkan av införlivandet i det Ryska riket 1809. Trots det förblev kyrkans ställning i stort sett oförändrad också efter att Finland 1809 annekterades som ett autonomt storfurstendöme i Ryssland. Då separerades administrationen för kyrkan i Finland från kyrkan i Sverige. Trots det förblev den svenska kyrkolagen från 1686 förblev i kraft. Rysslands kejsare agerade nu som överhuvud för den evangelisk-lutherska kyrkan i Finland istället för Sveriges kung och utövade sin makt genom myndigheterna trots att han själv tillhörde ett ortodoxt samfund. År 1817 erhöll biskopen i Åbo ärkebiskopstiteln. Kejsaren talade för att alla lutherska traditioner inom det ryska riket skulle samlas till en helhet, vilket man från det autonoma Finlands sida dels såg som en inskränkning av självbestämmanderätten, men också som en utmaning p.g.a. den balttyska adelns inflytande över kyrkan i Estland.

#### På väg mot en självständigare kyrka
Kyrkan skötte alla ärenden. Det fanns ingen kommun innan den kommunala förvaltningen infördes 1865. Kommunen övertog flera funktioner som kyrkan tidigare skött. 1869 stiftades också en ny kyrkolag som garanterade kyrkans omfattande självstyre genom att ett kyrkomöte skulle börja verka. Kyrkomötet fick ensamrätt att föreslå ändringar i kyrkolagen. Finlands lantdagar och kejsaren hade makten att acceptera eller förkasta förslaget, men inte att göra ändringar. Efter förändringen hade kyrkan ett eget förvaltnings- och beslutsorgan oberoende av staten. Kyrkan hade fått egna strukturer som inte påverkades av självständighetsförklaringen 1917.
1922 stiftades religionsfrihetslagen som gav rätten att lämna kyrkans medlemsregister och övergå ett civilt folkbokföringssystem.
Språkligt fanns ingen uppdelning av stiftsförvaltningen före Finlands självständighet. Församlingar kunde vara tvåspråkiga och det fanns några enstaka svenska församlingar. Stiftens administrationsspråk var länge svenska. På grund av språkstriderna i landet och en mycket splittrad svensk kyrklig verksamhet fattade riksdagen 1923 ett beslut om en språklig uppdelning i kyrkans stiftsförvaltning. Det gamla Borgå stift flyttade till Tammerfors och ett nytt Borgå stift grundades för de svenska eller tvåspråkiga församlingar med svensk majoritet.

#### Efter andra världskriget

##### 1945–1960
Efter krigen påverkades kyrkan av den kyrkliga förnyelsen av det så kallade vapenbroderprästerskapet, vilket innefattade införandet av nya arbetsformer och andligt uppvaknande. Efter krigen gick kyrkan med i Lutherska Världsförbundet och fick internationell hjälp, särskilt från de lutherska kyrkorna i Sverige, Danmark och USA, samt Schweiziska Evangeliska Kyrkoförbundet. Biståndsverksamhet ledde till starten för det som i dag är Kyrkans utlandshjälp. Tack vare den internationella hjälpen byggdes många kyrkor i östra och norra Finland och verksamhetslokaler för kyrkliga rörelser och institutioner.
Efter krigen utökades kyrkans sociala verksamhet, särskilt diakoniverksamheten, och församlingarna fick nya medarbetare. Tack våren Insamlingen Gemensamt Ansvar fick kyrkan varje år en ansenlig summa pengar att använda för olika hjälpbehov. Kraven på socialt ansvarstagande återspeglades också i kyrkans lära och gav tidvis upphov till lärotvister. Den allvarligaste av dessa var 1962, då Osmo Tiililä, professor i dogmatik vid Helsingfors universitet, lämnade kyrkan, då han ansåg att kyrkan bara krävde ett socialt uppvaknande och hela tiden närmande sig arbetarrörelsen och anpassade sig till det profana samhället.

##### 1960–1970 talen
I början av 1960-talet påverkades den kyrkliga utvecklingen av att kyrkskatten började bäras upp tillsammans med annan förskottsskatt, godkännandet av kyrkoordningsboken och att den finska psalmboken fick ett tilläggshäfte samt 1963 grundandet av lektorstjänst för kvinnor.

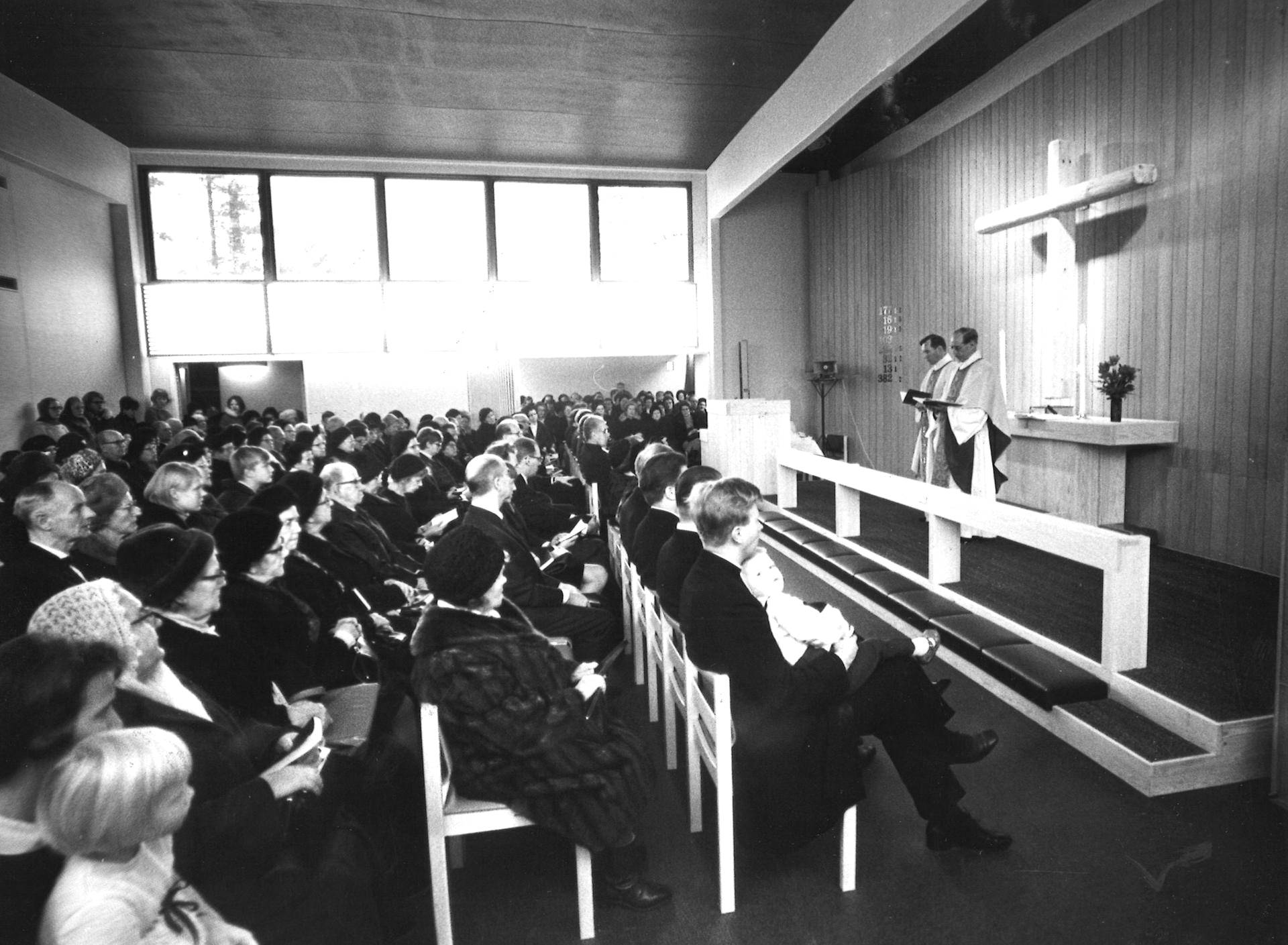
Invigning av Kvarnbäckens kyrka 1968.

På 1970-talet angrep studentradikalismen både kyrkliga och fosterländska värden. Ungefär samtidigt utarbetades folkhälsolagen som påverkade kyrkans diakonala arbete. På 1970-talet intensifierades evangelisationsrörelsen och den moderna andlig ungdomsmusiken föddes. De kyrkliga reformerna omfattade ändringarna av sättet utföra kyrklig val 1970. År 1973 flyttade kyrkomötet trettondagen, skärtorsdagen och annandag pingst till lördag. Detta skedde under stark påtryckning från löntagar- och arbetsmarknadsorganisationerna. Från år1974 fick även lekmannarepresentanter delta i kyrkomötet och samtidigt överfördes en del av biskopsmötets funktioner till kyrkomötet. Barn har kunnat få nattvarden sedan 1979.
Speciellt under 1970-talet fördes en intern debatt om kyrkan var för tyst om de kristnas förhållanden i östblocket.

##### 1980–1990-talen
På 1980-talet antog kyrkan en ny handbok för de kyrkliga förrättningarna 1984 och en ny psalmbok på svenska för Finland 1986 och en finsk psalmbok 1987. Jämfört med föregående årtionde förändrades inställningen till kyrkan och man beslutade att återföra helger som trettondagen och skärtorsdagen till sina tidigare platser. Beslutet genomfördes dock inte förrän 1992. Intresset för de populära skriftskolorna i lägerform fortsatte att växa under 1980-talet. Till och med mer än 92 procent av åldersgruppen deltog i skriftskolorna. Kyrkans internationella verksamhet växte kraftigt under 1970- och 1980-talen. De huvudsakliga arbetsområdena har varit katastrof- och flyktinghjälp i Afrika och hjälparbete för kyrkorna i Östeuropa och Ingermanland. 1992 antogs en ny finsk bibelöversättning.
Prästämbetet öppnades för kvinnor 1988. Efter beslutet att tillåta kvinnligt prästerskap höll många inomkyrkliga väckelserörelser fast vid kyrkans tidigare praxis och bjöd inte in kvinnliga präster att undervisa eller tala eller att tjänstgöra vid gudstjänster. Det fanns också motstånd bland en del av de manliga prästerna. Prästförbundets styrelse godkände 1987 de så kallade köranvisningarna, enligt vilka prästinnehavaren hade rätt att avsäga sig en gudstjänst om han inte upplevde sig kunna utföra gudstjänsten tillsammans med andra.

##### 1990-talets slut och 2000-talet
Efter att de nya bibelöversättningarna på finska och svenska antagits kunde också ny handböcker införas, eftersom bibeltexterna i dem skall följa de officiella översättningarna. En ny Evangelibok med de kyrkliga texterna för året antogs 1999 och kyrkohandboken för gudstjänstordningarna 2000 och en ny förrättningshandbok 2004. På svenskt håll ledde revideringen till en livlig teologisk diskussion om införandet av begreppet Den Heliga Anden i stället för det traditionella Den Helige Ande ingrep i förståelsen av Anden som en person, vilket är kyrkans bekännelse. På grund av det finska språkets uppbyggnad förblev denna debatt obegriplig på finskt håll. I och med de nya handböckerna frångick kyrkan den tidigare praxisen att äldre handböcker inte upphävts utan fortsättningsvis kunde användas.
Kyrkan motsatte sig den nya äktenskapslagen som antogs av riksdagen 2014, som möjliggör samkönade äktenskap. Den lutherska kyrkan började inte viga samkönade par eftersom det skulle ha stridit mot den traditionella kyrkans uppfattning. På samma sätt motsatte sig kyrkan 2001 lagen om registrerat partnerskap som godkänts av riksdagen.
Ett nytt tillägg till den svenska psalmboken antogs 2015.

### Allmänkyrkliga relationer
Evangelisk-lutherska kyrkan är medlem i Lutherska världsförbundet (LVF). Medlemskyrkorna erkänner ömsesidigt varandras nattvardsgemenskap och prästämbete.
Kyrkan är knuten till arvet från den nicaenska trosbekännelsens gemensamma tro. Kyrkan deltar i den ekumeniska verksamheten som strävar efter gemenskap mellan olika kristna kyrkor. Kyrkan deltar bl.a i Finlands ekumeniska råd, Europeiska kyrkokonferensen och Global Christian Forum. Kyrkan är också medlem Kyrkornas världsråd.

#### Ekumenik och lärosamtal
Med den ekumeniska rörelsen och de teologiska dialoger som startade på 1960-talet har lutherdomen nått en konsensus med katolska kyrkan, det reformerade världssamfundet och den anglikanska kyrkan om rättfärdiggörelseläran och begreppet frälsning, som också har accepterats av finska evangelisk-lutherska kyrkan. Fortsättningsvis finns det olika uppfattningar om sakramentens karaktär och prästämbetet. Kyrkan har kommit överens om gemenskapen med anglikanerna och metodisterna.
Kyrkans samarbete med anglikanerna bygger på Borgådeklarationen, som godkändes 1996. Deklarationen anger kyrkornas gemensamma uppfattning om kyrkans uppdrag, erkänner kyrkans apostolicitet och biskopsämbetet. Dessutom erkänner deklarationen de undertecknande kyrkornas prästämbete och uppmanar medlemmarna att ömsesidigt delta i kyrkornas verksamhet. I och med den gemensamma förklaringen i Borgå har Evangelisk-lutherska kyrkan i Finland ändrat sin kyrkoordning så att medlemmarna i de anglikanska kyrkorna som skrivit på avtalet har samma rätt som kyrkomedlemmar att delta i kyrkans heliga förrättningar.
Avtalet om samarbete med den finskspråkiga och svenskspråkiga metodistkyrkorna har fört kyrkorna närmare varandra då det gäller gudsjänstgemenskap och prästernas tjänstgöring i den andra kyrkan.
Historiskt har det funnits läromässiga skillnader mellan lutheraner, baptister och pingstvänner när det gäller synen på dop och den Helige Ande. På 1990-talet hade samtalen fört till att man ansåg trosuppfattningarna inte längre som sådana skulle tillämpas på relationer mellan trossamfunden. Evangelisk-lutherska kyrkan i Finland har sedan 1980-talet fört förhandlingar med pingstväckelsen, som bland annat har tagit fram ett slutdokument om dopläran. Kyrkan har en ständig dialog med pingströrelsen och frikyrkorna.
På 1970-talet inledde kyrkan lärosamtal med den rysk-ortodoxa kyrkan. Kyrkan har inte nått så tydliga resultat med denna ortodoxa kyrka. Däremot har samtalen fortsatt med den ortodoxa kyrkan i Finland.

### Ekonomi

#### Kyrkoskatt och statlig finansiering
Under 2010-talet har den evangelisk-lutherska kyrkan årligen samlat in cirka 900 miljoner euro i medlemsavgifter i form av kyrkoskatteintäkter. Skatteprocenten har legat kring 1,4 %. Kyrkoskatt tas ut i samband med statlig och kommunal skatt. Kyrkan ersätter Statens Skatteförvaltning för kostnaderna för att driva in skatter. År 2021 betalade kyrkan 14,5 miljoner euro för uppgiften.
Kyrkan sköter flera uppgifter som egentligen hör till staten eller kommunen att ansvara för. De fastställs i lag och är bland annat begravningsväsendet för landets hela befolkning. En del av kyrkans medlemsuppgifter räknas som folkbokföringen och underhåll av byggnader och lösöre med kulturhistoriskt värde. Här görs skillnad mellan sådan uppgifter som är direkt kyrkliga och de som är samhällsfunktioner t.ex. det är inte kyrkans uppgift sköta historiska krav i kyrkor medan det är kyrkans uppgift att ha en gudstjänslokal t.ex. uppgifter om konfirmation och dop är kyrkliga medan uppgifter om begravningar är samhällsviktiga. I Statsbudgeten får kyrkan en viss ersättning för detta. 
Dessutom kompletterar kyrkans sociala och barn- och ungdomsverksamhet samhällets tjänster. Till de kompletterande uppgifterna hör också sjukhussjälavården och familjerådgivningen som inte enbart riktar sig till kyrkans medlemmar. Kyrkan definierar sin relationen till staten utgående från Luthers så kallade tvåregementslära. Den säger att världslig och andlig makt ska hållas åtskilda från varandra.
Upprätthållandet, anläggandet och skötseln av begravningsplatserna kostade församlingarna 142 miljoner euro år 2021. De intäkter församlingarna uppbar för t.ex. gravar var 31 miljoner. och till detta skall största delen av den summa som anvisas i statsbudgeten läggas. De totala intäkterna för begravningsväsendet uppgår till 139 miljoner euro. Vilket innebär att kyrkans medlemmar via sin kyrkoskatt bidrar med över 3 miljoner euro till att upprätthålla gravplatser också för icke medlemmar och helt står för kostnaderna för övrig samhällsnyttig verksamhet.
Tillsammans med den finska ortodoxa kyrkan har den evangelisk-lutherska kyrkan fortfarande en särställning som innebär en egen lag ( kyrkolag ), offentligrättslig ställning och rätten att ta ut medlemsavgiften i form av en kyrkoskatt av sina medlemmar.

#### Utgifter[40]
År 2021 var driftskostnaderna för församlingarna var cirka 750 miljoner och två tredjedelar av driftskostnaderna var personalkostnader. Diakonibidragen utgjorde cirka 0,8 % av driftskostnadern och utgifterna för missionen ca 1,8 %. Kyrkan hade c, 14000 anställda av vilka 8000 i direkt församlingsverksamhet och 6000 olika stödfunktioner.

### Kyrkans ställningstaganden i samhällsfrågor
Under Finlands självständighet har den evangelisk-lutherska kyrkan aktivt tagit ställning till social-etisk debatt och lagstiftning.

#### Familj och sexualitet
Kyrkan motsatte sig den nya efternamnslagen som trädde i kraft i augusti 1985, som gjorde att en kvinna fick behålla sitt efternamn när hon gifte sig. Enligt kyrkans företrädare skulle det vara problematiskt för den kristna synen och äktenskapets etik om barn födda utom äktenskap och barn födda i äktenskap inte på något sätt särskiljdes från varandra.
I augusti 2005 lämnade kyrkan ett utlåtande till justitiedepartementet och social- och hälsovårdsdepartementet för utarbetandet av lagen om fertilitetsbehandling. Kyrkan stödde en begränsning av befruktningsbehandlingar till endast gifta heterosexuella par och skulle inte tillåta det för ensamstående kvinnor eller kvinnliga par. Lagen som godkänts av riksdagen ställde inte något krav på relation som en förutsättning för befruktningsbehandlingar.
Kyrkostyrelsen avgav 2009 ett yttrande till Justitiedepartementet angående beredningen av lagen om upplösning av samboförhållanden. Enligt kyrkan ska samhället i första hand stödja äktenskap med sina handlingar och sambo ska inte betraktas som en form av samlevnad som är jämförbar med äktenskap och inte heller skall samhället stödja det.
Kyrkan motsätter sig legaliseringen av surrogatmödraskap.

#### Sexuella och könsminoriteter
Kyrkan motsatte sig borttagandet av homosexualitet från strafflagen 1971 och från klassificeringen av sjukdomar 1981. År 1971 stödde den den så kallade uppmaningen som lades till i den nya sexualbrottslagstiftningen ( ansökan om samkönat otukt ).
2001 motsatte sig kyrkan den nya partnerskapslag som antogs av riksdagen och som gjorde det möjligt för samkönade par att registrera sina relationer. Efter att lagen godkänts av riksdagen gav biskoparna hösten 2001 ett uttalande, enligt vilket både samhället och kyrkan ska stödja äktenskap mellan man och kvinna.
Kyrkan motsatte sig den nya äktenskapslagen som antogs i riksdagen 2014, som möjliggör samkönade äktenskap. Den lutherska kyrkan började inte viga samkönade par eftersom det skulle ha stridit mot den traditionella kyrkans uppfattning. Den lutherska kyrkan ville dock inte ge upp sin rätt att föra äktenskap.
Ärkebiskop emeritus Kari Mäkinen bad 2014 om ursäkt för hur kyrkan har behandlat människor som tillhör sexuella minoriteter.

#### Andra uttalanden
Kyrkan motsätter sig valfriheten i livsåskådningsfostran för skolbarn som tillhör kyrkan.
Seppo Häkkinen, biskop i S:t Michels stift, uttalade 2012 att kyrkan motsätter sig en legalisering av dödshjälp. Jukka Keskitalo, chef för Kyrkostyrelsens kansli, var i sitt tal i november 2016 kritisk till medborgarinitiativet som syftar till att legalisera dödshjälp
2015 motsatte sig kyrkan den av riksdagen godkända liberaliseringen av butikernas öppettider, som gjorde att butikerna fick bestämma sina egna öppettider.

### Kyrkans medlemmar

#### Medlemsutveckling
I slutet av 2024 var 62,2 procent av finländarna medlemmar i den evangelisk-lutherska kyrkan i Finland. I början av 2020-talet döptes 60 procent av barnen. Konfirmationen är vanlig bland ungdomarna 2022 konfirmerades 74,0 % av åldersgruppen 14–15 år.
Tidigare var nästan hela Finlands befolkning medlemmar i kyrkan. Andelen kyrkomedlemmar har dock minskat. Särskilt under 2000-talet har antalet som lämnat kyrkan ökat markant. När man studerar finsk andlighet har man märkt att många kyrkomedlemmar inte tror och lever som kyrkan lär. I en undersökning från Kyrkans forskningscenter 2019 trodde 25 procent av finländarna på att den kristna guden existerade.
Enligt en undersökning gjord 2003 var de viktigaste skälen till medlemskapet gudstjänsterna i form av dop, vigsel och begravning och att kyrkan upprätthåller kyrkogårdar. Andra viktiga skäl var möjligheten att vara faddrar och att kyrkan upprätthåller den kristna traditionen med kyrkliga helgdagar och lär ut ”rätta livsvärderingar” till barn och unga. Även kyrkans arbete för att hjälpa äldre och funktionshindrade uppgavs som en orsak att förbli medlem.
| 1920 | 98,1 % |         |         |  |  |
| 1930 | 96,4 % |         |         |  |  |
| 1940 | 95,9 % |         |         |  |  |
| 1950 | 95,0 % |         |         |  |  |
| 1960 | 92,4 % | 95 %    | 92 %    |  |  |
| 1970 | 92,4 % | ca 95 % | ca 90 % |  |  |
| 1980 | 90,3 % | 91,8 %  | 86,5 %  |  |  |
| 1990 | 87,8 % | 90,5 %  | 82,0 %  |  |  |
| 2000 | 85,1 % | 88,7 %  | 79,9 %  |  |  |
| 2010 | 78,2 % | 79,3 %  | 55,5 %  |  |  |
| 2020 | 67,6 % |         |         |  |  |
| 2023 | 63,5 % | 50,7 %  | 41 %    |  |  |
| 2024 | 62,2 % | 47,3 %  |         |  |  |

#### Församlingsval
I församlingsvalet 2022 röstade 12,7 % av församlingsmedlemmarna, av 16-åringarna röstade 6,6 %. Procenten nya invalda var 47 och medelåldern på de invalda är 57 år.

#### Volontärinsatser
Under 2021 statistikfördes totalt närmare 120 000 arbetsinsatser av volontärer främst inom:
- Diakoni: 70000
- Musik: 3000
- Mission: 2800
- Barn- och ungdomsarbetet: 7 500 volontärer som ledare
- Allmänt församlingsarbete: 14 000[72]

Kyrkans totala skatteinkomster för 2006 uppgick till 872 miljoner euro (€), varav direkt kyrkoskatt uppgick till 763 miljoner € och samfundsskattemedel till 109 miljoner €. Skattesatsen varierade mellan 1 % och 2,25 % beroende på församling. Antalet kyrkobyggnader uppgick till 815.